# Colombia en el Espejo: 60 años de la televisión
Colombia en el Espejo: 60 años de la televisión es una serie documental producida por Caracol Televisión, que narra los momentos más importantes de la historia de la Televisión en Colombia contada por varios actores y presentadores como fue la televisión desde su creación en 1954 hasta en la actualidad, este documental se grabó en los Estudios GRAVI.

## Episodios

### Los Comienzos de la Televisión
Donde todo empezó el 13 de junio de 1954 cuando el General Gustavo Rojas Pinilla dio la primera alocución presidencial en televisión, y cuentan también como eran las Programadoras de varios canales de televisión, las series extranjeras que se veían en los 2 primeros canales, cadena 1 y cadena 2, los programas de comedia y las telenovelas más exitosas de la historia.

### La Mujer en la Televisión
El segundo capítulo es muy importante, todo lo que tiene que ver con el papel de la mujer, una mujer fuerte, valiente, a pesar de tener que pasar por varias barreras, en esta se destacan las mujeres que más ven televisión cuando son telenovelas, programas de cocina, salud y variedades incluyendo el papel en los comerciales.

### La Realidad en la Televisión
Este capítulo relata sobre la triste realidad en Colombia, cuando son los noticieros que cuentan sobre masacres, asesinatos, catástrofes naturales, capturas injustas y las llamadas “Narconovelas” invadieron la pantalla en la década del 2010, también cuentan con una franja muy polémica llamada “Reality Shows” como se vive la realidad atreves de un concurso, antes también contaban con concursos millonarios y los programas musicales con sus presentadores.

## Lista de Actores, Presentadores, Escritores y Directores
| - Héctor Ulloa - Margarita Rosa de Francisco - Alicia del Carpio - Julio Jiménez - Carlos Moreno - Martha Bossio - Alejandra Borrero - Carolina Sabino - Maru Yamayusa - Víctor Hugo Morant - Alí Humar - Margalida Castro - Vicky Hernández - Edgardo Román - Julian Román - Carlos Benjumea - Consuelo Luzardo - Diego León Hoyos - Judy Henríquez - Héctor Mora - Jorge Alí Triana | - Julio Sánchez Vanegas - Juana Uribe - Carlos Muñoz - Eduardo Arias - Gustavo Castro Caycedo - Dago García - Fernando Gaitán - Hollman Morris - German Rey - Germán Castro Caycedo - Hugo Patiño - Alfonso Lizarazo - María Eugenia Dávila - Pepe Sánchez - Jorge Barón - Jairo Alonso Vargas - Diego Fernando Londoño - Patricio Wills - Omar Rincon - Daniel Samper Pizano - Jaime Gomez Lindo |